# Zach Stone Is Gonna Be Famous
Zach Stone Is Gonna Be Famous ist eine US-amerikanische Comedy-Serie von Bo Burnham und Dan Lagana über den High-School-Absolventen Zach Stone, der ein Leben in Ruhm und als Star führen möchte. Die zwölf Folgen der Serie wurden zwischen dem 2. Mai und dem 29. Juni 2013 in den USA auf MTV erstausgestrahlt. Die deutschsprachige Ausstrahlung aller zwölf Folgen fand am 19. Oktober 2013 auf MTV statt.

## Handlung
Zach Stone Is Gonna Be Famous handelt von Zach Stone, der gerade die High School abgeschlossen hat und beschließt, nicht aufs College zu gehen, sondern als Reality-TV-Star irgendwie berühmt zu werden. Um dies zu verwirklichen, engagiert er ein Kamerateam, das ihn dabei begleitet, wie er unter anderem versucht, ein Promi-Koch oder ein Künstler für Klingeltöne zu werden. Da er allerdings keinerlei Fähigkeiten und besondere Talente besitzt, muss er eine Vielzahl an Fehlschlägen hinnehmen.

## Entstehung und Veröffentlichung
Im September 2010 bestellte MTV die Pilotfolge der Serie, welche von Bo Burnham, Dan Lagana und Luke Liacos geschrieben wurde. Die Pilotfolge zur Serie wurde bereits 2011 gedreht, der Rest der ersten und einzigen Staffel 2012. Die Serie startete in den USA am 2. Mai 2013. Nachdem die Serie am 26. Juni 2013 abgesetzt wurde, wurden die letzten drei Folgen am 27. und am 29. Juni 2013 ausgestrahlt. In Deutschland sendete der Sender MTV alle Folgen der Serie als Marathon am 19. Oktober 2013.

## Episodenliste
| Nr. | Deutscher Titel                            | Originaltitel                              | Erstausstrahlung USA | Deutschsprachige Erstausstrahlung (D) | Regie                 | Drehbuch                         |
| --- | ------------------------------------------ | ------------------------------------------ | -------------------- | ------------------------------------- | --------------------- | -------------------------------- |
| 1   | Pilot                                      | Pilot                                      | 2. Mai 2013          | 19. Okt. 2013                         | Jeffrey Blitz         | Dan Lagana & Bo Burnham          |
| 2   | Zach Stone is Gonna Be a Recording Artist  | Zach Stone is Gonna Be a Recording Artist  | 9. Mai 2013          | 19. Okt. 2013                         | Joe Nussbaum          | Isaac Aptaker & Elizabeth Berger |
| 3   | Zach Stone is Gonna Get a Makeover         | Zach Stone is Gonna Get a Makeover         | 16. Mai 2013         | 19. Okt. 2013                         | Joe Nussbaum          | Jon Silberman & Josh Silberman   |
| 4   | Zach Stone Is Gonna Make a Sex Tape        | Zach Stone Is Gonna Make a Sex Tape        | 23. Mai 2013         | 19. Okt. 2013                         | Joe Nussbaum          | Todd Waldman                     |
| 5   | Zach Stone Is Gonna Get Wild               | Zach Stone Is Gonna Get Wild               | 30. Mai 2013         | 19. Okt. 2013                         | Jeffrey Walker        | Julia Brownell                   |
| 6   | Zach Stone Is Gonna Be a Famous Chef       | Zach Stone Is Gonna Be a Famous Chef       | 6. Juni 2013         | 19. Okt. 2013                         | Jeffrey Walker        | Gavin Steckler                   |
| 7   | Zach Stone Is Gonna Be The Zachelor        | Zach Stone Is Gonna Be The Zachelor        | 13. Juni 2013        | 19. Okt. 2013                         | Jeffrey Walker        | Isaac Aptaker & Elizabeth Berger |
| 8   | Zach Stone Is Gonna Go Missing             | Zach Stone Is Gonna Go Missing             | 20. Juni 2013        | 19. Okt. 2013                         | Todd Strauss-Schulson | Ryan Walls                       |
| 9   | Zach Stone Is Gonna Be Scary               | Zach Stone Is Gonna Be Scary               | 20. Juni 2013        | 19. Okt. 2013                         | Todd Strauss-Schulson | Ryan Walls                       |
| 10  | Zach Stone Is Gonna Be an Actor            | Zach Stone Is Gonna Be an Actor            | 27. Juni 2013        | 19. Okt. 2013                         | Todd Strauss-Schulson | Bo Burnham                       |
| 11  | Zach Stone Is Gonna Be a Hero              | Zach Stone Is Gonna Be a Hero              | 29. Juni 2013        | 19. Okt. 2013                         | Stuart McDonald       | Gavin Steckler                   |
| 12  | Zach Stone is Gonna Be Famous (No, Really) | Zach Stone is Gonna Be Famous (No, Really) | 29. Juni 2013        | 19. Okt. 2013                         | Stuart McDonald       | Dan Lagana & Bo Burnham          |